# Georg Andreas Högl

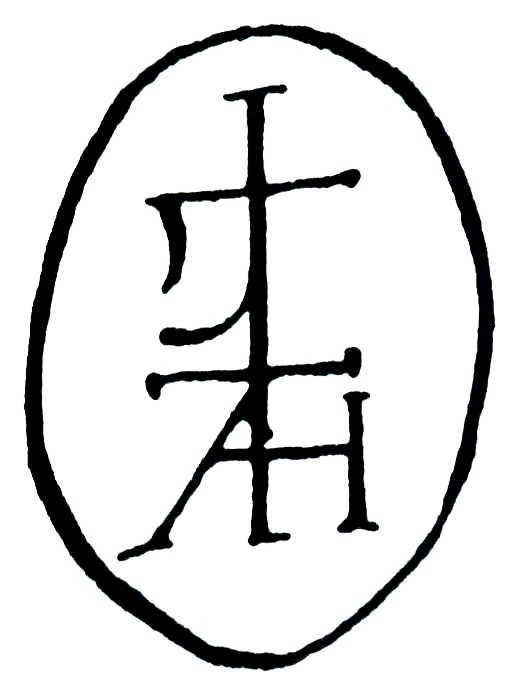
Steinmetzzeichen Georg Andreas Högl

Georg Andreas Högl (* 21. November 1714 in Eggenburg, Niederösterreich; † 19. November 1787 in Wien, Rossau) war ein österreichischer Steinmetzmeister und Bildhauer des Barock, Obervorsteher der Wiener Bauhütte.
Der Nachname seines Vaters Hügel wurde bei Andreas in sämtlichen Dokumenten in Högl umgeschrieben.

## Leben
Georg Andreas war Sohn des Eggenburger Steinmetzmeisters Johann Gallus Hügel, der aus Gemünden am Main in Franken zugewandert war, und dessen dritter Ehefrau Catharina geb. Wödl, wohlhabende Fleischerstochter ebendort. Der Vater hatte einen Steinbruch in der Umgebung von Eggenburg gepachtet, den Högl-Bruch, sie wohnten im eigenen Haus, einem Haus in der langen Zeile.
Andreas wurde in einen richtigen Familienbetrieb hineingeboren. Die Stiefbrüder Johann Georg und Johann Caspar arbeiteten bzw. lernten beim Vater, der dann am 14. September 1719 starb. Die Mutter führte das Handwerk weiter, als handlungsberechtigte Steinmetzmeisterin – so unterschrieb sie einen Vertrag – leitete sie den Auftrag im Stift Herzogenburg, Arbeiten am großen Saal. Gemäß der Handwerksordnung musste sie sich in einer Jahresfrist im Gewerbe wieder verheiraten. Sie wählte Mathias Franz Strickner, Steinmetz und Sohn einer Eggenburger Familie, sie heirateten am 28. Jänner 1721. Die Hügelsche Steinmetzhütte übernahm der junge Strickner.
Der Altersunterschied zu den Stiefbrüdern war groß, als er in die Lehre bei seinem Stiefvater, Meister Mathias Franz Strickner ging, waren sie längst aus dem Haus. Seine Freisprechung zum Gesellen und Bruder der Eggenburger Bruderschaft erfolgte am 17. Jänner 1732.
Für die drei Söhne von Gallus Högl bot auch das Steinmetzzentrum der Viertellade Eggenburg keinen Platz.

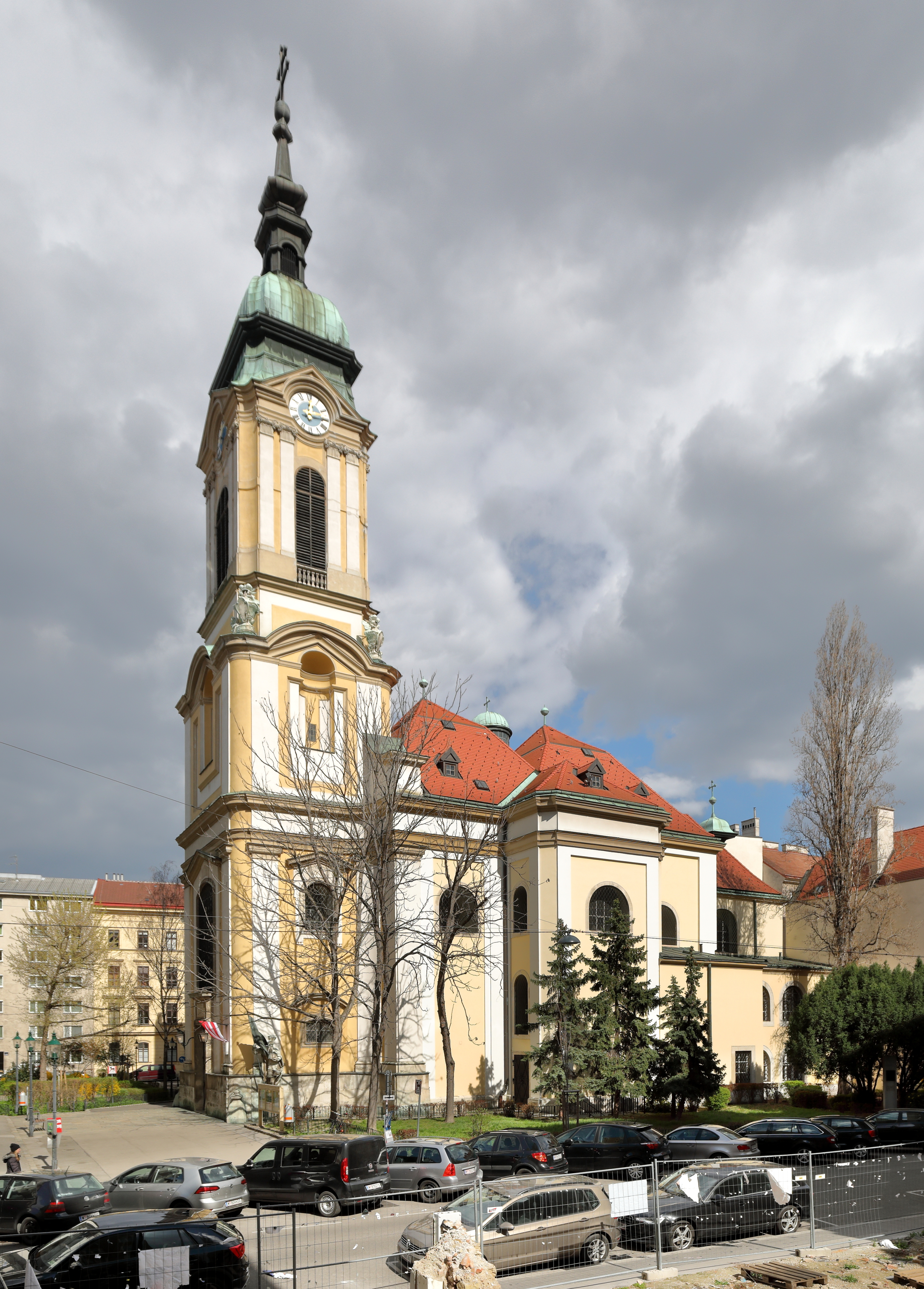
Leopoldskirche

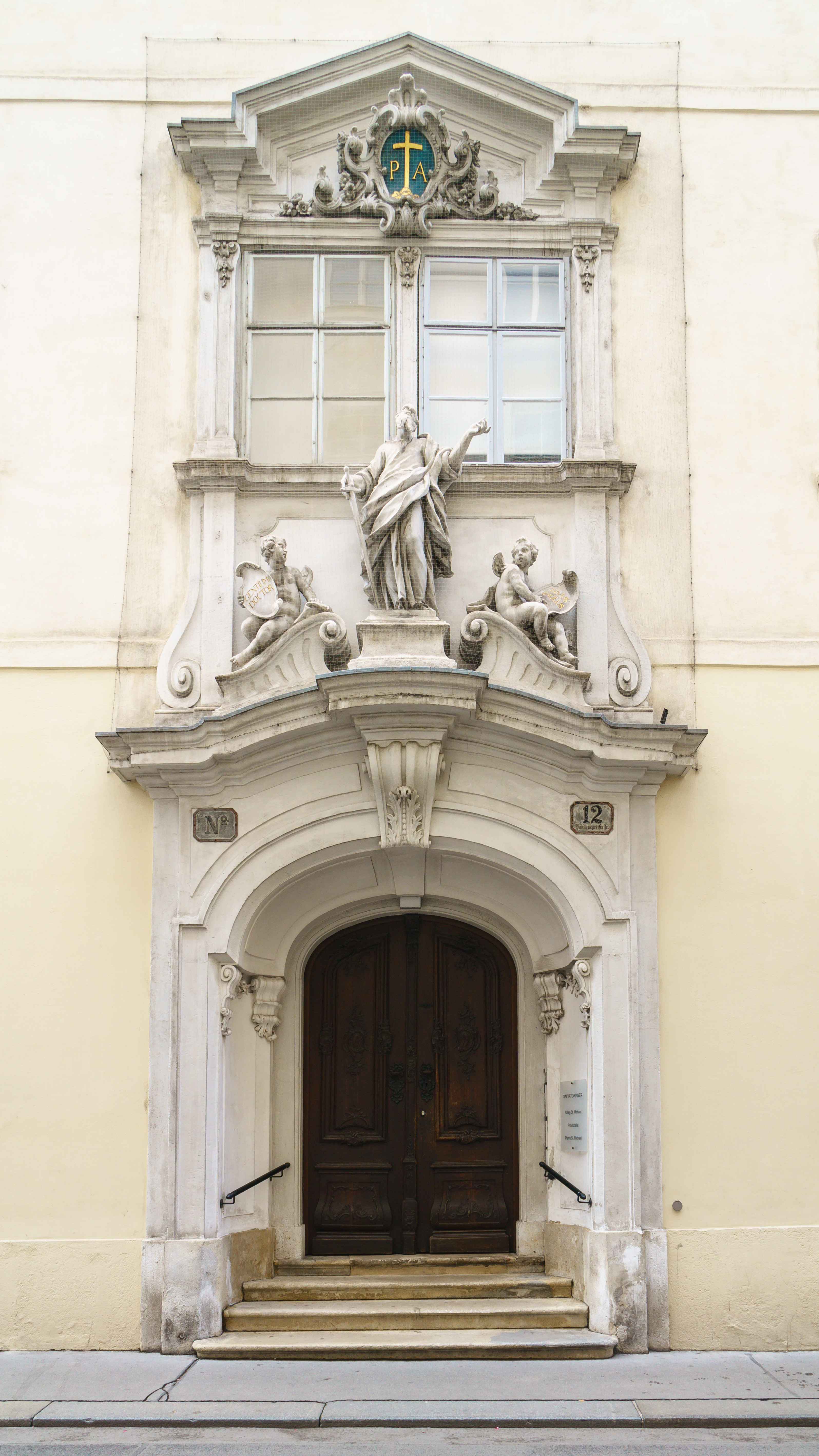
Michaelerkolleg, Portal

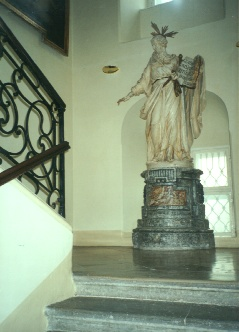
Prunkstiege ebendort

### Arbeit in der Wiener Roßau
Geselle Andreas arbeitete beim Meister Michael Waltner, der Sitz und Stimme in der Wiener Bauhütte hatte. Sein Einzugsgebiet war die Roßau, Vorort im damaligen Wien. Nach Waltners Tod ehelichte er die Witwe. Am 16. Juni 1743 in der Schottenkirche in Wien heiratete er Franziska Waltner. Der angehende Steinmetzmeister war 28 Jahre alt, Franziska erst 21.
Von den zehn gemeinsamen Kindern verblieben zwei beim Steinmetzhandwerk (Andreas und Philipp). Sie starb am 19. August 1764. In ihrem Testament vererbte sie ihren eheleiblichen zehn Kindern vierhundert Gulden jeglichen, zusammen also Vier Tausend Gulden. Als Universalerben setzte sie meinen Ehewirth Andre Högl ein.
Der Witwer und Meister Andreas Högl war 50 Jahre alt, ehelichte am 28. Jänner 1766 Elisabeth Stricknerin aus Eggenburg. Die Familien Högl und Strickner waren mehrfach miteinander verbunden. Elisabeth starb am 12. September 1780.

### Lehrmeister
In den Wiener Steinmetzakten ... Georg Andreas Högel, bürgerlicher Steinmetzmeister, welcher den 30. Dezember 1743 Maister worden, seine Maistergebühr mit 60 Gulden richtig erlegt. Im Innungsbuch sind einige seiner Lehrjungen dokumentiert. Er sprach am 1. September 1749 den Lehrling Gottfried Kluger aus Görlitz in Sachsen zum Gesellen frei, am 16. Mai 1762 seinen Sohn Andreas Högl und zuletzt am 30. April 1780 Franz Nachtigall.

## Steinmetzarbeiten

### Leopoldskirche
Bereits 1743 ist er in den Kirchenrechnungen der Leopoldskirche in der Leopoldstadt mit Reparaturarbeiten verzeichnet, 1768 in der Pfarrchronik mit einer Friedhofsarbeit.

### Michaelerkolleg
Den Großauftrag der Steinmetzarbeiten beim Michaelerkolleg (barocker Gebäudekomplex bei der Michaelerkirche) erhielt Meister Andreas 1756. Die Arbeiten wurden mit Eggenburger- und hartem Kaisersteinbrucher Stein ausgeführt. Meister Johann Gehmacher lieferte Kaiserstein für sämtliche Stiegenstufen, große Pfeiler und Tore. Die Barnabiten beauftragten den Bildhauer Johann Joseph Resler 1756 mit dem figuralen Schmuck der Treppe.

„In das löbliche Michaeli Collegium, die Stiegen-Pfeiller betreffend, alß: 4 Stiegen Pfeiller, jeden zwey Stockh hoch von hartem Kaißer Steinbröcher Stein, jeden Pfeiller 31 Schuch hoch, jedoch die Gesims von Eggenburger Stein 3 Schuch 9 Zoll breith 1 Schuch 9 Zoll dickh möst zusammen 814 Cubic, á 1 fl 30 kr .. 1.221 Gulden“

Im Wiener Rathaus wählten die Maurer- und Steinmetzmeister Georg Andreas Högl für die Jahre 1762 und 1766 zum Obervorsteher der Wiener Bauhütte.

### Steinlieferung aus St. Margarethen
Am 13. April 1772 lieferte Fuhrmann Madl 1 Fuhre mit 36 Schuch rauen Stein von Franz Latzelberger, Steinmetzmeister in Margarethen zu Herrn Högl, Steinmetzmeister in Wien.
Am 19. Dezember 1779 übergab er an seinen Sohn Philipp.
Bei der Handwerkssitzung am 11. Jänner 1780 waren drei Högls anwesend. Der Vater mit seinen beiden Söhnen.

### Die Familie Högl erbt das Haus Petersplatz 8
Maria Stricknerin aus der Familie der Witwe Elisabeth Höglin, vormals Strickner, fiel 1785 das Haus Petersplatz 8, ident mit Milchgasse 1 und Tuchlauben 6 erblich zur Hälfte zu. Franz, Philipp, Michael, Elisabeth und Magdalena Högl wohnten hier mit Maria Klausberger, Theresia Marinelli und Katharina Schmierer. Über 30 Jahre blieb das Haus im Besitz dieser Familien. Zuvor, 1781, lebte in diesem Haus Wolfgang Amadeus Mozart. Hier entstand Die Entführung aus dem Serail und hier lernte er Constanze Weber kennen.